# モンゴメリー郡 (アイオワ州)

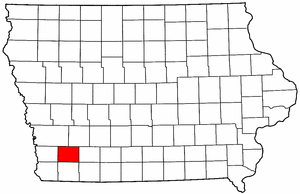
アイオワ州内の位置

モンゴメリー郡（Montgomery County）は、アメリカ合衆国アイオワ州に位置する郡である。人口は11,771人（2000年）。この郡は、アメリカ独立戦争中の1775年にカナダのケベック・シティ奪取を試みてに戦死したリチャード・モントゴメリー将軍に敬意を表して名付けられた。郡庁所在地はレッドオークである。

## 地理
アメリカ合衆国統計局によると、この郡は総面積1,100 km2 (425 mi2) である。このうち1,098 km2 (424 mi2) が陸地で2 km2 (1 mi2) が水地域である。総面積の0.22%が水地域となっている。

### 隣接する郡
- ポタワタミー郡  (北西)
- カス郡  (北東)
- アダムズ郡  (東)
- ページ郡  (南)
- ミルズ郡  (西)

## 人口動勢
2000年国勢調査で、この郡は人口11,771人、4,886世帯、及び3,258家族が暮らしている。人口密度は11/km2 (28/mi2) である。5/km2 (13/mi2) の平均的な密度に5,399軒の住宅が建っている。この郡の人種的な構成は白人98.20%、アフリカン・アメリカン0.08%、先住民0.35%、アジア0.25%、太平洋諸島系0.01%、その他の人種0.68%、及び混血0.44%である。ここの人口の1.30%はヒスパニックまたはラテン系である。
この郡内の住民は25.00%が18歳未満の未成年、18歳以上24歳以下が6.50%、25歳以上44歳以下が25.50%、45歳以上64歳以下が22.80%、及び65歳以上が20.30%にわたっている。中央値年齢は40歳である。女性100人ごとに対して男性は90.20人である。18歳以上の女性100人ごとに対して男性は87.30人である。
この郡の世帯ごとの平均的な収入は33,214米ドルであり、家族ごとの平均的な収入は40,129米ドルである。男性は28,531米ドルに対して女性は20,835米ドルの平均的な収入がある。この郡の一人当たりの収入 (per capita income) は16,373米ドルである。人口の9.10%及び家族の6.50%は貧困線以下である。全人口のうち18歳未満の12.30%及び65歳以上の6.00%は貧困線以下の生活を送っている。

## 都市及び町
| - レッドオーク (Red Oak) - グラント (Grant) - スタントン (Stanton) | - Coburg - Elliott - Villisca |  |

### 郡区
- ダグラス郡区
- イ―スト郡区
- フランクフォート郡区
- ガーフィールド郡区
- グラント郡区
- リンカーン郡区
- パイロットグローブ郡区
- レッドオーク郡区
- スコット郡区
- シャーマン郡区
- ワシントン郡区
- ウェスト郡区